# Станіслав (катер)
«Станіслав» — броньований десантно-штурмовий катер, другий катер проекту 58503 «Кентавр-ЛК». Побудований на суднобудівному заводі «Кузня на Рибальському» в Києві.
Закладений 28 грудня 2016 року, спущений на воду 20 вересня 2018 року. Назву «Станіслав» отримав 7 липня 2019 року.

## Історія

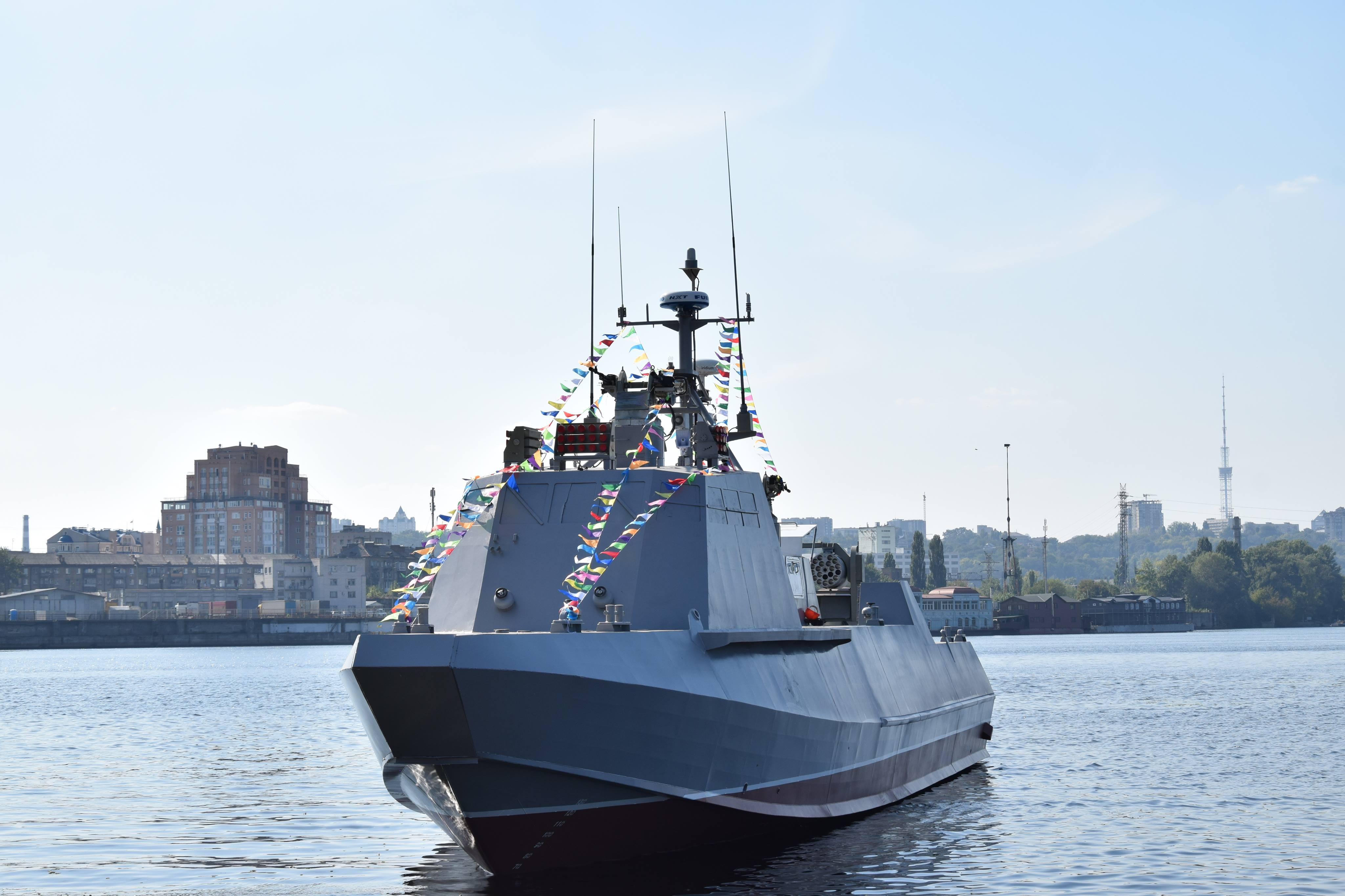
Катер після спуску на воду

28 грудня 2016 року відбулась закладка перших двох катерів цього проекту, при цьому в їхнє озброєння та комплектацію були внесені зміни з метою підвищення бойового потенціалу.
Урочисто спущений на воду 20 вересня 2018 року. Хрещеною мамою десантно-штурмового катеру, стала військовослужбовець морської піхоти ВМСУ старшина Юлія Мединська. Юлія проходила службу в 1-му Феодосійському батальйоні морської піхоти в Криму, і у 2014 році, після російської інтервенції до Криму, в складі свого підрозділу вийшла на материкову частину України.
20 лютого 2019 року катер разом з БДШК-01 вийшов у Чорне море з морпіхами для проведення ходових випробувань.
7 липня 2019 року, на вшанування пам'яті загиблого морського піхотинця — молодшого сержанта Сергія Сонька зі Станіслава і на прохання територіальної громади, звідки родом загиблий, катер отримав назву «Станіслав».
5 липня 2020 року у День ВМС ЗСУ «Станіслав» взяв участь у урочистому проходженню військових кораблів і техніки.
23 жовтня 2021 року було проведено слідчий експеримент щодо відповідності заявлених характеристик. Слідчий експеримент проводився у межах кримінального провадження щодо змови посадовців Міноборони та керівництва приватних компаній з організації поставок до армійських підрозділів протягом 2016—2018 років військової техніки невідповідної якості. До експериментів були залучені представники Київського науково-дослідного інституту судових експертиз, ТОВ «Цеппелін Україна», які перевіряли роботу обладнання, встановленого на катерах, а також представники українських суднобудівних підприємств, інші особи. За даними ДБР, експеримент підтвердив невідповідність бойових катерів, виробництва вимогам замовника, ЗСУ та Міноборони.
Так 28 жовтня було повідомлено, що у ПрАТ «Кузня на Рибальському» слідчі ДБР пошкодили десантно-штурмовий катер під час швартування. Представники заводу склали акт, де вказали перелік завданих пошкоджень. Було пошкоджено конструкцію кормового майданчика огородження водометів. Представники заводу констатували, що необхідно провести ремонт. На катер накладено арешт.
З 24 лютого 2022 року екіпаж «Станіслава» жив на катері.

## Бойове застосування

### Російсько-українська війна
Після початку повномасштабного російського вторгнення в Україну був введений до складу 30-го дивізіону надводних кораблів Військово-морських сил Збройних сил України.
Близько 10:30 ранку 7 травня 2022 року під час штурму острову Зміїний за 20 метрів від острова десантно-штурмовий катер «Станіслав» був уражений російською ракетою, випущеною з літака, і затонув. Ракета класу «повітря-земля» влучила в машинне відділення, після чого впродовж 20 секунд катер пішов на дно глибиною близько 20 метрів. Трьох членів екіпажу вдалося врятувати, а п'ятеро зникли безвісти.

## Командування
- старший лейтенант Олександр Сухоруков (з 2019) — зник безвісти 7 травня 2022 року під час штурму острову Зміїний[9].